# Гусевка 2-я
Гу́севка 2-я — посёлок в Аннинском районе Воронежской области России.
Входит в состав Новожизненского сельского поселения.

## Население
| 2000 | 2005 | 2010 |
| ---- | ---- | ---- |
| 334  | ↘286 | ↘179 |

## Улицы
- ул. Береговая,
- ул. Дорожная,
- ул. Набережная,
- ул. Садовая,
- ул. Центральная.